# کوین لانگ (بازیکن فوتبال)
کوین لانگ (انگلیسی: Kevin Long؛ زادهٔ ۱۸ اوت ۱۹۹۰) بازیکن فوتبال اهل جمهوری ایرلند است.
از باشگاه‌هایی که در آن بازی کرده‌است می‌توان به باشگاه فوتبال بارنزلی، باشگاه فوتبال برنلی، باشگاه فوتبال پورتسموث، باشگاه فوتبال میلتون کینز دونز، باشگاه فوتبال کورک سیتی، باشگاه فوتبال آکرینگتون استنلی، و باشگاه فوتبال روچدیل اشاره کرد.
وی همچنین در تیم ملی فوتبال جمهوری ایرلند بازی کرده‌است.